# L'Honneur d'un capitaine
L'Honneur d'un capitaine è un film francese del 1982 diretto da Pierre Schoendoerffer.

## Trama
Durante un dibattito televisivo sulla guerra d'Algeria, il professor Paulet denuncia i metodi del capitano Caron, ucciso in combattimento nel 1957. Patricia, vedova del capitano, decide di citare in giudizio Paulet per diffamazione. È rappresentata da suo zio e da una amica, Maître Valouin di Quimper, mentre Paulet è difeso dal maestro Gillard.
Il processo esamina i diciannove giorni di comando di Caron, che secondo Paulet sono iniziati con l'esecuzione di un traditore algerino. Gli anziani della compagnia si succedono al timone e emerge che il capitano non arrivò a capo del battaglione fino al giorno dopo l'esecuzione, per ristabilire l'ordine. Diciotto giorni di comando e non diciannove, sottolinea l'avvocato Valouin: Caron non è dunque responsabile di questa esecuzione.
L'attenzione si sposta su un'operazione compiuta da Caron durante la quale un fellagha è stato fatto prigioniero e giustiziato. Patricia e i suoi avvocati dimostrano che l'esecuzione è l'effetto di un errore sull'ordine "sparategli" dato alla radio da Caron, che chiede che il prigioniero sia portato al suo posto di comando, al di sotto della zona di combattimento.
Non ammettendo la sconfitta, Paulet rimette nuovamente in discussione il capitano denunciando la scomparsa di un paesano vicino ai fellagha. Anche in questo caso, la colpevolezza di Caron non è provata e il professore viene infine condannato a un simbolico franco per diffamazione. Patricia ha salvato "l'onore di un capitano", ma l'ultimo dialogo del film qualifica le rispettive responsabilità.